# Teatro dramático regional académico de Odesa
El teatro dramático regional académico de Odesa (en ucraniano: Одеський обласний академічний драматичний театр; en ruso: Одесский академический драматический театр) es un teatro dramático ubicado en el centro de Odesa, Ucrania.También se trata del teatro más antiguo del sur de Ucrania y hasta 2022 su nombre era el de teatro dramático ruso de Odesa.

## Historia
El teatro fue construido en 1874 por iniciativa de A. C. Velikanov, un comerciante local. Velikanov también tenía la intención de contratar a la compañía de Nikolái Miloslavski como intérprete principal del teatro. Inicialmente el teatro se llamaba "Teatro Velikanova" en honor a su dueño pero sin embargo, en 1875 Velikanov vendió el teatro a F. Rafalovich, quien lo rebautizó como “Teatro Ruso”, nombre que mantuvo hasta 2022.
En los años previos a la revolución rusa, el teatro acogió los principales acontecimientos teatrales de la ciudad. En su escenario actuaron muchas compañías rusas, ucranianas, alemanas, francesas, italianas, de teatro, ópera y opereta, entre ellas Sarah Bernhardt, Eleonora Duse, Benoît-Constant Coquelin, Jean Mounet-Sully, Maria Savina, Vladímir Davidov, Maria Zankovetska, Panas Saksaganski y Marko Kropivnitski.
Después de la guerra civil rusa, el “Teatro Dramático Ruso Estatal de Odesa” se registró oficialmente en 1926 y el edificio se asignó a esta entidad de propiedad gubernamental. En 1927, el Comité Político Ejecutivo de la gobernación de Odessa (Gubispolkom) nombró al cantante de ópera Andréi Ivánov director del teatro. En el Teatro Ruso de Odesa comenzaron su actividad importantes actores, entre ellos Mijáil Astangov, Daria Zerkalova y Vladímir Samoilov. Entre los actores que pasaron la mayor parte de su actividad actoral en el escenario del teatro se encuentran Nikolái Komissarov, Nikolai Volkov el Viejo, Liya Bugova, Pavel Mijáilov, Boris Zaydenberg, Leonid Marennikova, Yevgeni Kotov, Lidia Poliakova e Ígor Sheliugin. Importantes directores rusos y ucranianos montaron producciones en el Teatro Ruso de Odesa, entre ellos: Abram Rubin, Alexéi Gripich, Аvraam Teplev, Aleksandr Solomarski, Vladímir Bortko el Viejo, Víktor Terentyev, Konstantín Cherniadev, Víktor Strizhov, Eduard Mitnitski, Aleksandr Dzekun. 
Durante los años de la ocupación de Odesa durante la Segunda Guerra Mundial, el teatro continuó funcionando, inaugurando el 16 de abril de 1942 la producción de El inspector general de Gógol. El director principal del teatro fue G. Stolz, había 45 artistas en la compañía y 25 técnicos en el teatro. Durante los dos años de trabajo durante la ocupación, en el teatro se representaron El jardín de los cerezos de Chéjov, La ley del salvaje de Artsibáshev y El frac bien hecho de Z. Taifunlengiel. El famoso cantante pop Piotr Leshchenko dio su primera actuación en Odesa en el teatro ruso el 20 de mayo de 1942.
Después del colapso de la Unión Soviética, el teatro mantuvo su condición de teatro en lengua rusa. Cerrado por reformas durante aproximadamente dos años, el teatro abrió sus puertas en 2003 después de una extensa reconstrucción y revisión importante. Se ha contratado un equipo de jóvenes actores que interactúan con conocidos actores visitantes. La dirección artística del teatro está coordinada por una junta formada por tres directores. Actualmente estos cargos los ocupan Alexey Girba, Sergey Golomazov y Alexey Litvin. En diciembre de 2009, el Ministerio de Cultura y Turismo de Ucrania otorgó al teatro dramático regional ruso de Odessa el rango de teatro académico. En la Unión Soviética y en los nuevos estados creados tras el colapso de la Unión Soviética, este título se otorga a los teatros considerados más prestigiosos del país.
El 2 de marzo de 2022, en relación con la invasión rusa de Ucrania, el equipo del teatro decidió cambiar el nombre del teatro y la palabra "ruso" fue eliminada de su nombre.

## Estructura
La estructura diseñada por Félix Gonsiorovski, de finales del siglo XIX, anticipa el estilo modernista y la fachada principal se divide en dos plantas. A finales de los años 30 se llevó a cabo otra reconstrucción y el edificio recibió el estatus de monumento histórico y arquitectónico. 

## Galería

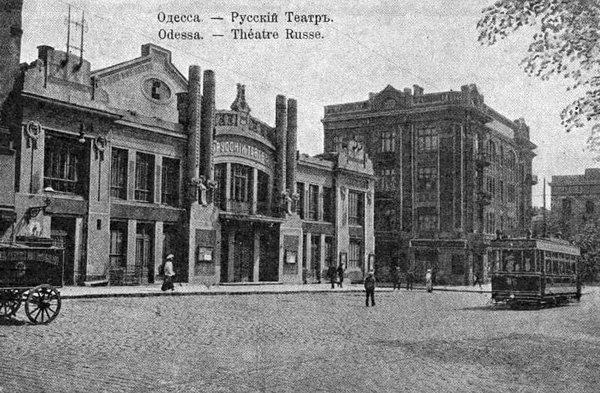
Teatro en la década de 1910
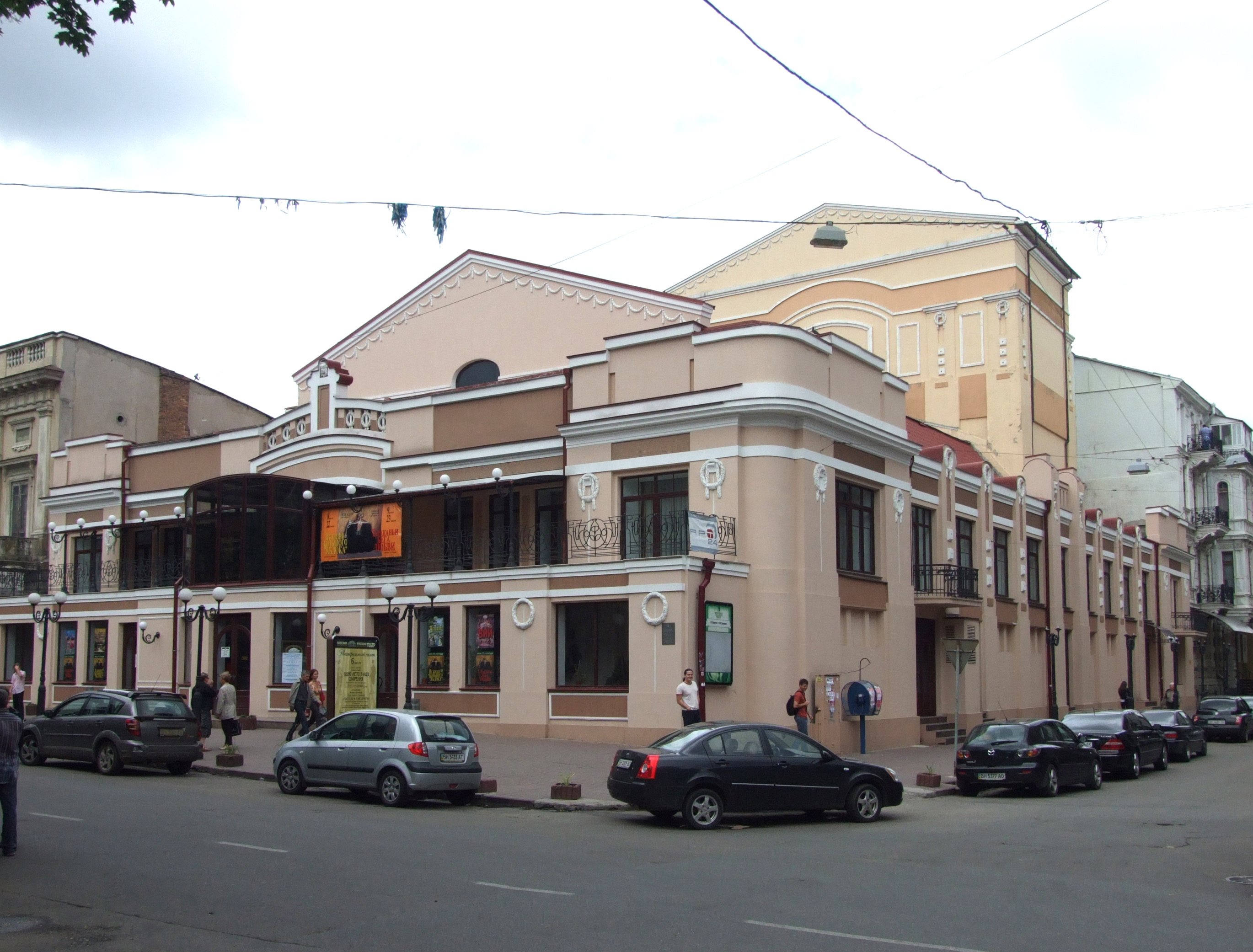
Entrada al teatro
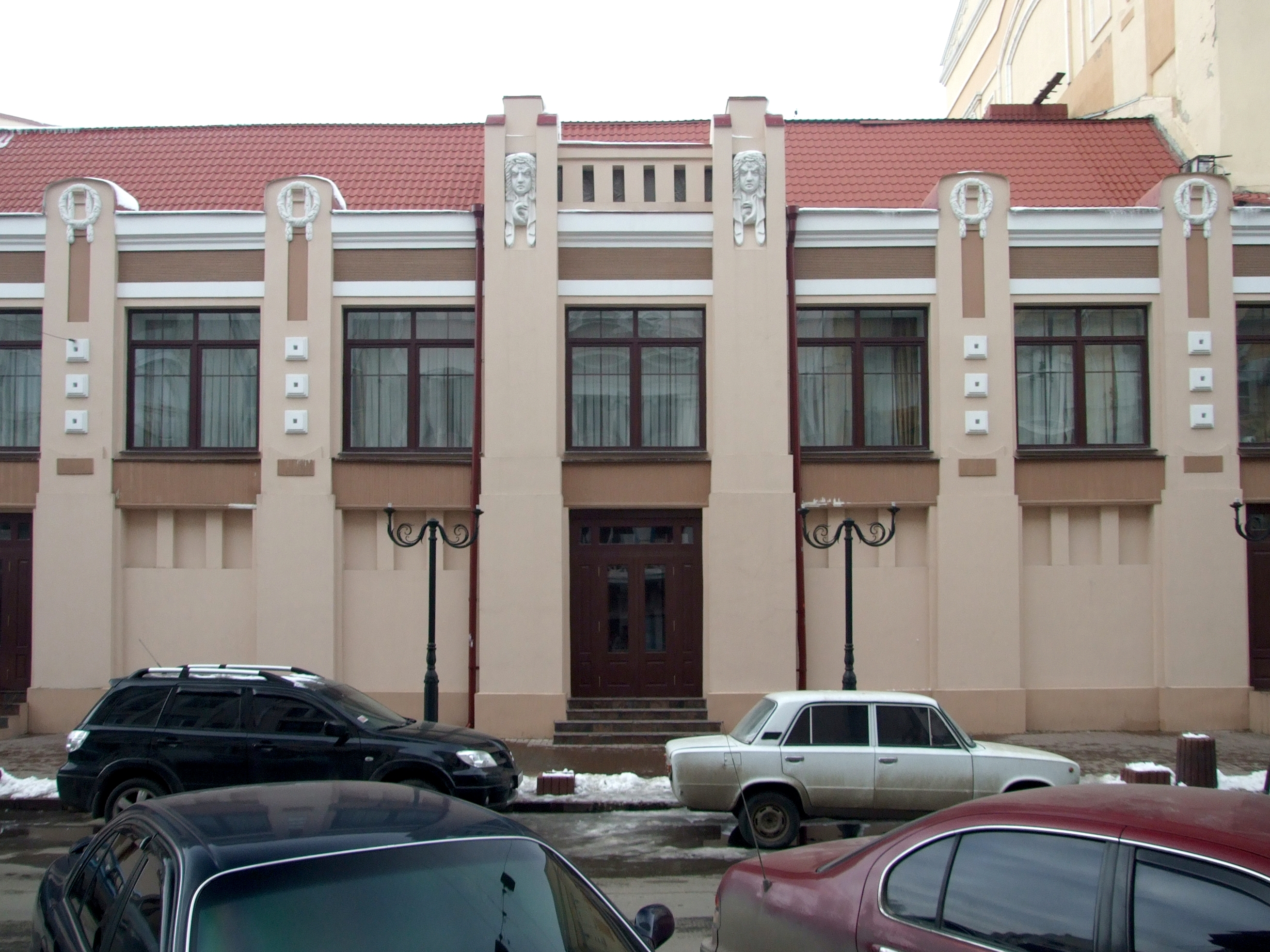
Fachada lateral del edificio
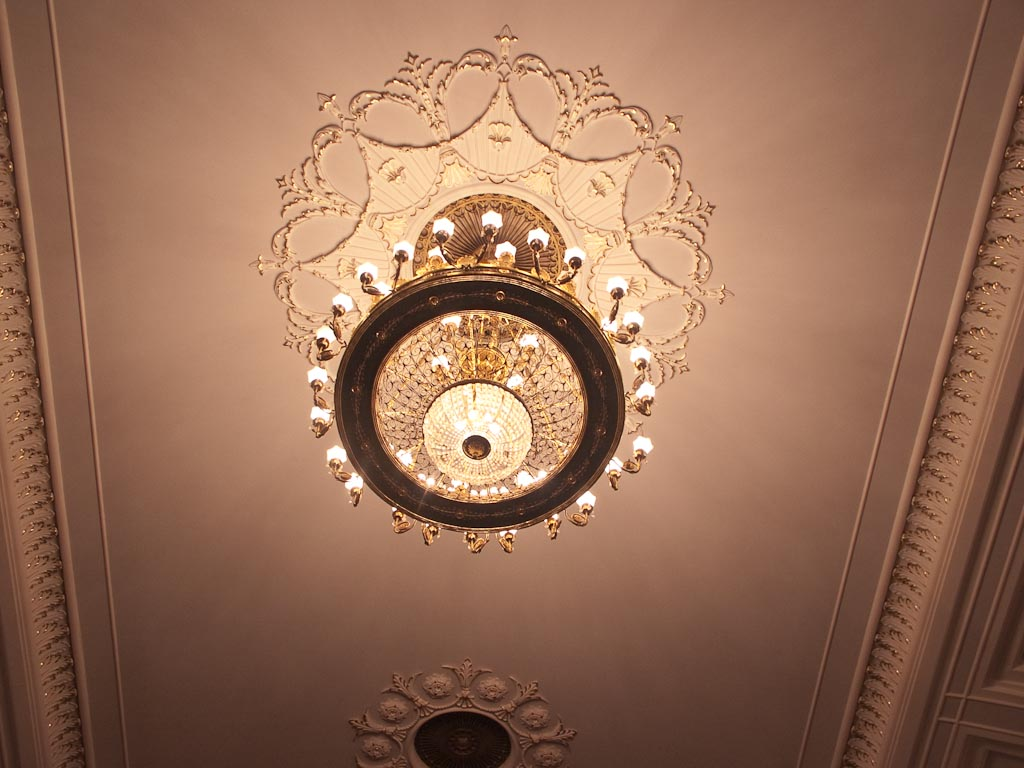
Decoración interior del teatro